# Chlorophytum silvaticum
Chlorophytum silvaticum là một loài thực vật có hoa trong họ Măng tây. Loài này được Dammer mô tả khoa học đầu tiên năm 1912.